# Studi linguistici italiani
Studi linguistici italiani, nelle bibliografie spesso abbreviato come SLI, è una rivista italiana di linguistica.

## Storia
La rivista è stata fondata nel 1960 da Arrigo Castellani, linguista e filologo toscano; dal 1982 al 2022 è stata condiretta e poi diretta da Luca Serianni; gli attuali direttori sono Giovanna Frosini e Luigi Matt. Il comitato scientifico della rivista ha ospitato e ospita linguisti, storici della lingua italiana, glottologi e filologi di fama nazionale e internazionale.

## Caratteristiche
Pubblicata a cadenza semestrale, la rivista ha raggiunto i 57 volumi. Gli articoli inviati per la pubblicazione sono sottoposti a revisione anonima, secondo il sistema doppio cieco, e se approvati sono pubblicati corredati di un riassunto in italiano e inglese. L'ANVUR classifica la SLI come rivista di fascia A in diversi settori, tra cui quelli di Letteratura italiana, Letteratura italiana contemporanea, Linguistica e filologia italiana, Critica letteraria e letterature comparate, Glottologia e linguistica, Lingua letteratura e cultura francese, Lingue letterature e culture spagnola e ispanoamericane.